# غورو راندهاوا
غورشارانجوت سينغه راندهاوا (من مواليد 30 أغسطس 1991) هو مغني وكاتب أغاني وملحن موسيقى هندي مرتبط بموسيقى البنجابية والبانجرا والإندي بوب والبوليوود . وهو معروف بأغاني مثل لاهور ، و High Rated Gabru ، و Ishare Tere ، و " Tere Te ". كانت أغنية Guru Randhawa الأولى هي Same Girl بالتعاون مع Arjun .

## روابط خارجية
- الموقع الرسمي
- غورو راندهاوا على موقع IMDb (الإنجليزية)
- غورو راندهاوا على موقع ميوزك برينز (الإنجليزية)
- غورو راندهاوا على موقع ديسكوغز (الإنجليزية)